# Jacqueline Peschard
Jacqueline Peschard Mariscal es una socióloga mexicana, fue Comisionada Presidente del Instituto Federal de Acceso a la Información Pública de 2009 a 2013; fue Consejera Ciudadana del Instituto Federal Electoral de 1997 a 2003 y presidenta del Consejo Ciudadano del Sistema Nacional Anticorrupción en 2017.
Socióloga por la Universidad Nacional Autónoma de México (UNAM), tiene doctorado por El Colegio de Michoacán en Ciencias Sociales, ha sido profesora de El Colegio de México (1992-1998), del ITAM y la Universidad Nacional Autónoma de México, miembro del Sistema Nacional de Investigadores nivel II, ha sido asesora para las elecciones en Irak en octubre de 2004. Es miembro del Seminario de Cultura Mexicana.

## Publicaciones
- Las elecciones federales de 1988 en México
- La cultura política democrática
- Las elecciones federales de 1991
- Cultura Democrática
- Cuaderno de Divulgación de la Cultura Política #2
- Cultura Transparencia y partidos políticos. Cuaderno de Transparencia #8
- Hacia la Sociología. 4ª edición de Pearson Educación, 269 pp. ISBN 9702607140, ISBN 9789702607144 en línea (2007)